# SN 2016gkg

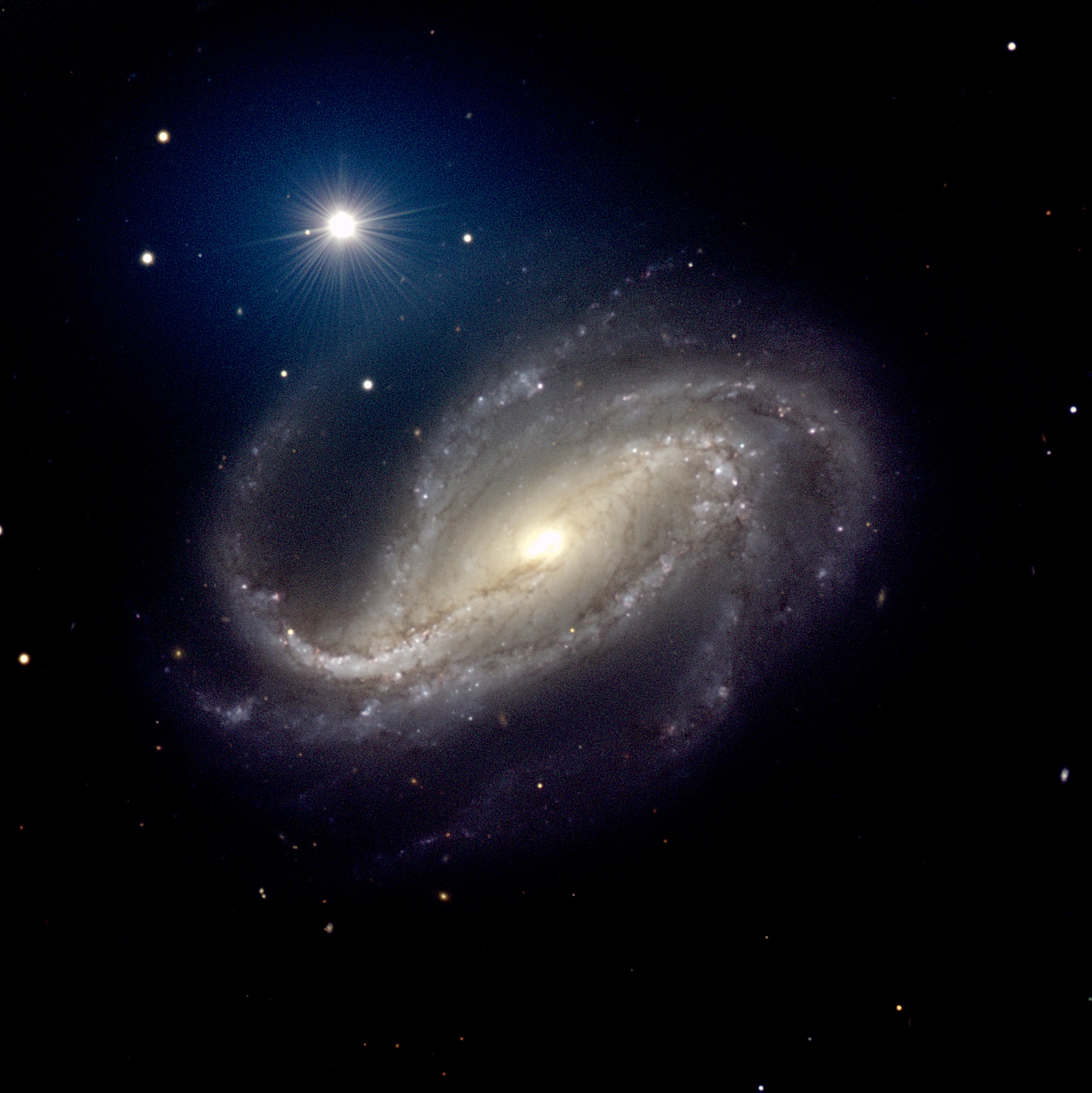
Galaxie NGC 613, die Supernova SN 2016gkg fand rechts unterhalb des Galaxiekerns in einem Spiralarm statt

SN 2016gkg ist eine Supernova des Typs SN IIb in einem Arm der etwa 86 Millionen Lichtjahre vom Sonnensystem entfernten Spiralgalaxie NGC 613, 50 Winkelsekunden westlich und 88 Winkelsekunden südlich des Zentrums der Galaxie. Sie wurde am 20. September 2016 nur wenige Stunden, nachdem der Gravitationskollaps auf der Erde sichtbar wurde, von dem argentinischen Amateurastronomen Victor Buso entdeckt. Buso meldete seine Beobachtung unverzüglich der Internationalen Astronomischen Union und gab so Observatorien in der ganzen Welt die Gelegenheit zur Beobachtung des frühen Stadiums der Supernova.
Die besondere Bedeutung von SN 2016gkg liegt darin, dass sie unmittelbar nach dem Aufleuchten entdeckt wurde. Die Messungen optischer Erscheinungen und der abgegebenen elektromagnetischen Strahlung sowie die Auswertung älterer Aufnahmen der betroffenen Region durch das Hubble-Weltraumteleskop erlauben Rückschlüsse auf die Größe und Struktur des explodierten Sterns, die bei später entdeckten Supernovae nicht mehr möglich sind.
Koordinaten (Äquinoktium J2000.0)
- Rektaszension: 1h 34m 14,46s (23,56025)
- Deklination: −29° 26′ 25,0″ (−29.440278)

## Entdeckung
Am 20. September 2016 testete der Amateur-Astronom Victor Buso in Rosario, Argentinien, eine neue Kamera mit seinem Newton-Teleskop mit einem Spiegeldurchmesser von 406 Millimetern. Er richtete das Teleskop auf die 26,4 Megaparsec entfernte Spiralgalaxie NGC 613 im Sternbild Bildhauer, da diese sich nahe dem Zenit befand. Über einen Zeitraum von insgesamt eineinhalb Stunden fertigte Buso 98 Aufnahmen, deren Belichtungszeit wegen der Lichtverschmutzung nur 20 Sekunden betrug. Die ersten 40 Aufnahmen entstanden in einem Zeitraum von 20 Minuten und zeigen noch keinen Hinweis auf die Supernova. Nach einer Pause von 45 Minuten nahm Buso weitere Serien von 17, 20 und 21 Bildern auf. Diese Aufnahmen zeigen über 25 Minuten hinweg, wie die Supernova sichtbar wurde und an Helligkeit zunahm.
Weil die Supernova so früh entdeckt und die Information rasch weitergegeben wurde, konnten binnen eines Tages zahlreiche eingehendere Beobachtungen durch astronomische Einrichtungen wie die Forschungssatelliten Swift und Gaia sowie weitere Observatorien der ganzen Welt erfolgen.
Die Eigenschaften des Sternes, aus dem eine Supernova entstanden ist, sind nur unter Schwierigkeiten festzustellen. Die elektromagnetische Strahlung, die eine Supernova innerhalb der ersten Minuten und Stunden ihrer Existenz abgibt, liefert wichtige Hinweise auf die Eigenschaften ihres Vorläufersterns. Die Suche nach derart frühen Stadien von Supernovae ist das Ziel einiger laufender Forschungsprogramme. Die Wahrscheinlichkeit einer zufälligen Entdeckung wie der von SN 2016gkg wird mit weniger als eins zu einer Million angegeben.

## Beschreibung
SN 2016gkg ist eine Supernova des Typs IIb und zeigte anfänglich eine äußerst starke Helligkeitszunahme von hochgerechnet etwa 40 Magnituden pro Tag. Die Auswertung der ersten Aufnahmen der Supernova und die Rückrechnung unter Berücksichtigung der Mindestauflösung des Aufnahmesystems von 19,6 Magnituden ergab einen Zeitraum zwischen 02:50 und 05:35 Uhr (UTC) am 20. September 2016 für die Explosion des Sterns, beziehungsweise für den Zeitpunkt an dem der Lichtkegel der Explosion die Erde erreichte. Diese Festlegung auf einen Zeitraum von weniger als drei Stunden ist eine der genauesten je durchgeführten. Alle Daten deuten darauf hin, dass die erste Serie von Aufnahmen den Ausbruch zeigt.
Bereits am 21. September 2016 veröffentlichte der US-amerikanische Astrophysiker Saurabh W. Jha von der Rutgers University eine erste Klassifizierung, die aus spektrografischen Aufnahmen des Southern African Large Telescope beruhte. Jha erkannte SN 2016gkg als eine Supernova des Typs II im Frühstadium. Die Spektrallinien von SN 2016gkg stimmten mit jenen von SN 1993J weitgehend überein. Das führte wenige Tage später zu der Einstufung als Supernova des Typs IIb durch eine Gruppe um den US-amerikanischen Astrophysiker Schuyler D. van Dyk.
Abweichend von den bisherigen Annahmen über Supernovae zeigen die in den Tagen und Wochen nach der Explosion entstandenen Aufnahmen drei statt der bislang für Supernovae vom Typ IIb bekannten zwei Höhepunkte sichtbarer Helligkeit: beim ursprünglichen Ausbruch, in der Abkühlungsphase und bei der Nickelverbrennung. Am zweiten auf die Entdeckung folgenden Tag wurde mit Teleskopen des chilenischen Cerro Tololo Inter-American Observatory eine Abnahme der Helligkeit um 0,7 Magnituden festgestellt. Am 25. September 2016 wurde das zweite Aufleuchten beobachtet, das in eine etwa dreitägige Plateauphase überging. Nach einem erneuten Verblassen kam es etwa 14 Tage nach der Explosion zum dritten Aufleuchten.
Die Serie der ersten Aufnahmen und die darauf erkennbare rasche Zunahme der Helligkeit ließen sich nicht schlüssig mit den späteren Beobachtungen in Einklang bringen. Daher wurde ein Modell der Supernova in zwei Phasen entworfen. Das erste Modell sollte die Gesamtentwicklung der Supernova übereinstimmend mit den vorliegenden Beobachtungsdaten darstellen. Aus diesem Modell ließ sich ein Energieausstoß von E = 1,2 × 1051 erg und eine ausgeworfene Masse von 3,4 Sonnenmassen mit 0,085 Sonnenmassen 56Nickel ableiten. Die Erweiterung dieses Modells um Parameter, die die Abkühlungsphase einer Supernova des Typs IIb beeinflussen, ergab für die Hülle des Vorläufersterns einen Radius von 320 Sonnenradien und eine Masse von 0,01 Sonnenmassen.
Aufgrund der Aufnahmen von Buso und nachfolgender Beobachtungen verschiedener Observatorien wurden bereits 2017 abweichende Angaben über die Eigenschaften des Vorläufers von SN 2016gkg veröffentlicht. So nannte eine Forschergruppe um den Astrophysiker Iair Arcavi von der University of California, Santa Barbara, einen Radius von 40 bis 150 Sonnenradien und eine Masse der Hülle von 2 bis 40 × 10−2 Sonnenmassen.
Vom 21. bis zum 27. September 2016 wurde SN 2016gkg mit dem X-Ray Telescope des Forschungssatelliten Swift beobachtet. Über den Beobachtungszeitraum wurde festgestellt, dass die emittierte Röntgenstrahlung deutlich schwächer wurde. Das führte zu der Annahme, dass die Röntgenquelle mit SN 2016gkg verbunden ist.

## Vorläuferstern
Charles D. Kilpatrick von der University of California, Santa Cruz veröffentlichte mit mehreren Kollegen am 23. September 2016 die Daten des wahrscheinlichsten Vorläufersterns, der auf archivierten Aufnahmen der Wide Field/Planetary Camera 2 (WFPC2) des Hubble-Weltraumteleskops aus dem Jahr 2001 an der Position von SN 2016gkg zu erkennen ist. Es handelt sich wahrscheinlich um einen blauen Riesen mit einer Helligkeit von 24 mag. Eigene Beobachtungen vom 22. September 2016 mit einer Infrarotkamera des Keck-Observatoriums bestätigten die Auswertungen der Bilder und weisen ebenfalls auf einen blauen Riesen als Vorläuferstern hin. Die Daten stimmen weitgehend mit jenen anderer blauer Riesen überein, die als Vorläufersterne von Supernovae identifiziert wurden, zeigen aber eine noch größere Helligkeit und einen höheren Blauanteil im sichtbaren Spektrum.
Dem Modell der Supernova zufolge ist ihr Vorgängerstern ein Doppelsternsystem mit 19,5 und 13,5 Sonnenmassen und einer Umlaufgeschwindigkeit von 70 Tagen, dessen Primärstern in einer Supernova explodiert ist. Die Bestätigung dieser Annahme wird dann erwartet, wenn die Supernova so weit verblasst ist, dass eine gezielte Suche nach dem sekundären Stern möglich wird.

## Medienresonanz
Die Entdeckung von SN 2016gkg und ihre Erforschung waren bereits wenige Tage nach ihrer Entdeckung der Gegenstand von Veröffentlichungen in astronomischen und astrophysikalischen Zeitschriften, die außerhalb der Fachwelt unbeachtet blieben. Erst im Februar 2018 wurde von der argentinischen Astrophysikerin Melina C. Bersten und 20 Kollegen – unter ihnen Victor Buso als Mitarbeiter des „Observatorio Astronómico Busoniano“ in Rosario – ein Aufsatz im Wissenschaftsmagazin Nature veröffentlicht, der die Entdeckung von SN 2016gkg und die Ergebnisse der bisherigen Untersuchungen darstellte.
Die Veröffentlichung in Nature wurde über Nachrichtenagenturen verbreitet und fand so weltweit Eingang in die Berichterstattung der Publikumsmedien. Dabei wurden auch Einzelheiten über den Entdecker bekannt. Victor Buso, ein 58-jähriger Schlosser aus der argentinischen Großstadt Rosario, hatte bereits als Elfjähriger sein erstes Teleskop gebaut und betätigt sich seither als Amateurastronom. Vor acht Jahren verkaufte er ein Stück Land, das er gemeinsam mit seinem Vater besessen hatte, und verwendete den Erlös, um auf dem Dach seines Hauses in einem Observatorium ein Newton-Teleskop mit einem Spiegeldurchmesser von 406 Millimetern zu installieren.